# En vieillissant les hommes pleurent
En vieillissant les hommes pleurent est un roman de Jean-Luc Seigle paru le 8 janvier 2012 aux éditions Flammarion et ayant reçu le Grand prix RTL-Lire la même année ainsi que le prix Octave-Mirbeau en 2013.

## Résumé
Unité de lieu : presque tout se déroule au petit village d'Assys, dépendant de Saint-Sauveur, dans l'arrière-pays de Clermont-Ferrand, où le personnage principal travaille chez Michelin. La seule intrusion extérieure est le premier reportage télévisé sur des appelés en Algérie. 
Unité de temps : presque tout se déroule sur la seule journée du 9 juillet 1961. Divers retours en arrière sont évidemment nécessaires pour motiver pensées, émotion et actions.    
Unité d'action : le personnage principal, Albert Chassaing, pense à mourir. Le cerisier a donné beaucoup trop de cerises cette année-là, c'est un signe qu'il va périr, et Albert va l'abattre, même si ce n'est pas la saison.            
Tous les personnages sont menacés, presque aucun n'ose l'admettre.
La tragédie se conclut par un épilogue, dans lequel Gilles Chassaing, soixante ans, enseignant les Lettres depuis quarante ans, prononce devant ses étudiants de l'université, en 2011, pour étouffer quelques ricanements, L'Imaginot ou Essai sur un rêve du béton armé, qui est une virulente réhabilitation de la conception et de l'utilisation de la Ligne Maginot, en hommage à tous les soldats qui, comme son père, ont dû se rendre, en 1940, sur ordre du Grand Quartier général français.

## Personnages
La famille Chassaing se compose de sept personnages :
- Madeleine Chassaing, la grand-mère, veuve depuis longtemps, presque grabataire,
- Albert Chassaing, ouvrier chez Michelin, né en 1908, orphelin de père en 1923, marié en 1939, parti cinq ans dont quatre années et demie comme prisonnier de guerre en Allemagne (en ferme), bricoleur, et accordéoniste de bal,
- Suzanne, son épouse, née en 1922, croyante, pratiquante, orpheline, placée chez les religieuses, formée à l'école ménagère de la Ruche et aux romans-photo, épouse d'Albert (treize ans plus âgé),
- Liliane', née Chassaing en 1922, élevée et protégée par Albert, mariée à André en 1939, mère de deux enfants, et qui a connu Suzanne à la Ruche,
  - son mari André, communiste, lecteur de L'Humanité,
- Henri Chassaing, premier fils de Suzanne, né en 1940, ingénieur, appelé en Algérie,
- Gilles Chassaing, second fils de Suzanne, né en 1950, lecteur excessif.

Les autres sont peu nombreux :
- Henriette Morvandieux, veuve, soignant ses morts, voisine très présente, faisant finalement des confidences à Albert (p. 151-154),
- Paul Marsan, préposé aux Postes, soigné, élégant, amoureux de Suzanne,
- Job, brocanteur (c'est-à-dire ancien chiffonnier et futur antiquaire),
- M. Antoine, nouveau voisin, instituteur retraité, vieux célibataire, discret, grand lecteur, botaniste.

## Réception critique
François Busnel, dans L'Express, considère ce roman « pudique » comme un « hymne à la vie qui porte les couleurs du désespoir ».

## Éditions
- Éditions Flammarion[3], 2012,  (ISBN 978-2081257610)
- J'ai lu no 10368, 2013, 250 p.,  (ISBN 978-2290058169)